# Rot (Lein, Täferrot)
Die „Gschwender“ Rot ist ein Bach im nordöstlichen Baden-Württemberg von – auf dem längsten Oberlauf – 17,8 km Länge, der bei Täferrot von links in die Lein mündet.
Die „Gschwender“ Rot ist, vor einer weiteren, etwa 6 km weiter westlich ungefähr parallel zu ihr zur Lein laufenden anderen Rot, der längste Lein-Nebenfluss. Weitere Flüsse in der näheren oder etwas ferneren Umgebung heißen ebenfalls Rot oder haben diesen Gewässernamen zum Namensbestandteil.

## Geographie

### Quelle und Verlauf
Die Gschwender Rot entsteht als Steinbach am Ostabhang des Hagbergs im Welzheimer Wald in einem Wäldchen in den Wasserwiesen auf etwa 520 m ü. NN, zwischen den Siedlungsplätzen Wasserhof und Hagkling der Gemeinde Gschwend. Von hier an fließt sie durch Hagkling und dann in flacher Wiesenmulde und in östlicher Richtung auf die Gschwender Ortsmitte zu. Sie nimmt bei und in Gschwend einige nicht sehr lange Bäche auf, die ihr aus der großen Rodungsinsel um den Ort herum zufließen, mit dem ersten bedeutenden zusammen vereinigt sie sich zur Oberen Rot; diese Zuflüsse ziehen oft wie sie selbst in flachen und feuchten Wiesenmulden heran. Nach Verlassen von Gschwend dreht sie langsam auf Südsüdostkurs, die Talmulde wird tiefer und Wald zieht sich an deren Hängen bis auf den flachen Talgrund. So erreicht sie das Naturschutzgebiet „Rot- und Seebachtal“, wo ihr mit dem Joosenbach der erste bedeutendere Nebenfluss aus Gschwend-Rotenhar im Norden von links zuläuft, womit sie zur Rot wird.
Hier fließt sie nun schon fast in südlicher Richtung und nimmt bei Birkenlohe von rechts den noch längeren Schlechtbach von der anderen Seite auf, danach bei Ruppertshofen-Hönig wiederum von links den Auerbach. Im inzwischen tief eingeschnittenen Tal unterhalb zieht sich der Wald auf einem Abschnitt die nicht sehr steilen Hänge beidseits bis an beide Ufer herunter, dann läuft der Bach in das gut 5 ha große Hochwasserrückhaltebecken Rehnenmühle ein, wo im Hochsommer Badebetrieb ist.
Das größtenteils wiederum bis ans Ufer bewaldete untere Tal läuft immer mehr östlich, erst wenig vor Täferrot betritt das Gewässer wieder die Flur. Die Gschwender Rot mündet dann nach 17,8 km Laufs wenig nördlich des Dorfes auf 401 m ü. NN von links in die Lein.

### Einzugsgebiet
Die „Gschwender“ Rot hat ein Einzugsgebiet von 49,0 km² Größe. Es erstreckt sich etwa 13,5 km vom Gipfel des 585,2 m hohen Hagbergs im Nordwesten nach Südosten zur Mündung, während es an der breitesten Stelle quer dazu nur etwa 5,5 km sind.
Im Nordwesten grenzt das Einzugsgebiet an das der bedeutenderen „Fichtenberger“ Rot, die in den Kocher entwässert, ebenso wie einige Bäche im Nordosten, insbesondere der Steigersbach, der Große Wimbach und der Krempelbach. Im Osten schiebt sich das Einzugsgebiet der ebenfalls nach Süden zur Lein laufenden Götzenbachs vor den Kocher, im Südosten das des kleineren Leinzulaufes Sulzbach.
Im Südwesten und Westen der Wasserscheide läuft jenseits der Spraitbach zur Lein, weiter nördlich ist es eine kleinere Namensschwester, eine weitere, bei der Voggenberger Sägmühle in der Gemeinde Alfdorf die Lein erreichende Rot.
Die Nordgrenze des Einzugsgebietes zieht vom Hagberg östlich, bald ungefähr auf der Trasse des alten Schlittenwegs zum Ebnisee vom Nestelberg über den Hohen Nol und Gschwend-Rotenhar zu Hohentann an der Nordspitze der Frickenhofer Höhe. Auf dieser Hochfläche läuft die Wasserscheide dann südostwärts etwa bis Seifertshofen und knickt dort nach Süden ab, zieht dann knapp östlich an Ruppertshofen vorbei, dann ebenso an Täferrot-Tierhaupten und erreicht schließlich die Lein bei Täferrot selbst.
Von hier aus folgt die Einzugsgebietsgrenze recht genau der Straße nach Durlangen und Spraitbach, von dort weiter der Trasse der B 238 bis zum Hohfeld über deren Steige von Gschwend herauf, in konstanter Richtung von da an weiter bis zurück zum Hagberg.

### Zuflüsse
Liste der Quelläste und Zuflüsse jeweils eingerückt unter dem übergeordneten Gewässer. Aufreihung stets von der Quelle zur Mündung. Erhoben aus LUBW-FG10/LUBW-SG10. Gewässerverläufe nach LUBW, Längen und Flächen bevorzugt nach den zugehörigen Datensatzeinträgen, Namen bevorzugt nach der Hintergrundkarte. Längen auf volle hundert Meter, Flächen auf Zehntelshektar gerundet. Kursivierte Gewässernamen stehen als Eigennamen in einer der benutzten Quellen, ansonsten steht ersatzweise eine beschreibende Bezeichnung, von der dann nur die kursivierten Anteile (Talnamen, Bergnamen, Gewannnamen usw.) Eigennamen aus den Quellen sind.
Ursprung des Rot-Hauptoberlaufs Steinbach am Ostabhang des Hagbergs auf etwa 520 m ü. NN bei Gschwend-Hagkling.
- →← (Abgang und Rücklauf eines Seitengrabens), links, von Ostspitze des Hagklinger Weichbildes bis zur querenden Hagstraße am Westrand von Gschwend, 0,4 km.
- (Bach aus Richtung Gschwend-Steinenforst), von links in den Seitengraben wenige Schritt vor dessen Ende, etwa 0,6 km.
- Wettenbach, rechter Oberlauf bis nahe der Schlechtbacher Straße in Gschwend, 1,9 km. Entsteht auf etwa 523 m ü. NN in der Engelsreutte westlich von Gschwend-Roßsumpf auf einer Wiese am Flurrand. Der Steinbach hat am Zusammenfluss eine Länge von etwa 2,5 km. Hier entsteht die Obere Rot.
  - (Zufluss gegenüber dem Hasenbaurenfeld), von rechts am Gschwender Ortsrand auf wenig unter 480 m ü. NN, 0,7 km. Entsteht im Gschwender Wald auf etwa 545 m ü. NN.
  - (Hangzufluss durchs Hirtenfeld und den südlichen Siedlungsbereich Gschwends), von rechts südlich der Randbebauung des Marktplatzes auf etwas unter 470 m ü. NN, 0,9 km. Entsteht neben dem untersten Serpentinenschlag der B-238-Steige (Gmünder Straße) auf etwa 510 m ü. NN.
- → (Abgang des Mühlkanals zur Gschwender Mühle), nach rechts am Zusammenfluss von Steinbach und Wettenbach, nach links.
- Schlenkenbach, von links am östlichen Ortsrand neben der Frickenhofener Straße (L 1080) auf etwas über 465 m ü. NN in den Mühlkanal, 2,0 km. Entsteht nordöstlich von Steinenforst neben der Straße nach Gschwend-Forsthaus auf unter 500 m ü. NN.
  - Speist einen 0,7 ha großen See auf unter 475 m ü. NN bei Gschwend-Mühläckerle.
  - (Wiesenmuldenzufluss vom Buchbrunnen), von links im See, 0,8 km. Entsteht wenig nördlich von Gschwend-Buchhaus im Waldgewann Erlet.
  - (Wiesenmuldenzufluss), von links in den Mühlkanal nach dem Abzweig nach Hohenreusch von der L 1080, 0,7 km. Entsteht östlich von Gschwend-Mühläckerle noch im Wald auf etwa 485 m ü. NN.
- (Zufluss aus Westen), von rechts an der Feldwegbrücke vor der Gmünder Mühle in die Obere Rot selbst, 1,6 km. Entsteht am Skihang neben der B-239-Steige auf etwa 515 m ü. NN.
- (Bach durch den Unteren Birkhofwald), von rechts gegenüber der Gschwender Mühle, 1,4 km. Entspringt einer Quelle westlich von Gschwend-Birkhof auf etwa 510 m ü. NN im Gemeindewald.
- ← (Rückfluss des Mühlkanals), von links an der Gschwender Mühle auf etwas über 460 m ü. NN, 1,2 km.
- Hollenbach, von links wenige Schritte danach, 1,0 km. Entsteht östlich des Hasenhöfles im beginnenden Wald um den Hohen Nol auf etwa 495 m ü. NN.
  - (Zufluss), von links vor der L 1080 Frickenhofen–Gschwend, 0,6 km. Entsteht auf etwa 510 m ü. NN.
  - (Zufluss), von links nach der L 1080, 0,5 km. Entsteht auf etwa 495 m ü. NN.
- Hirschbach, von links längs dem Westrand des Ameisengehrens auf etwa 458 m ü. NN, 0,6 km. Entsteht auf über 470 m ü. NN. Speist im Wald einen kleinen See von 0,1 ha.
- (Bach von der Sandgrube beim Birkhof), von rechts gegenüber von Gschwend-Hohenreusch auf etwa 455 m ü. NN, etwa 1,1 km. Entsteht zwischen Birkhof und der dortigen Sandgrube auf etwa 495 m ü. NN.
- (Bach durch den Großen Wald), von rechts vor der Joosenhofer Sägmühle von Gschwend auf etwa 450 m ü. NN, etwa 1,2 km. Entsteht auf etwa 485 m ü. NN an der Zufahrt des Sandwerks.
- (Zufluss aus dem Großen Wald), von rechts an der Brücke bei der Kläranlage, etwa 0,5 km.
- (Zufluss von den Grabäckern), von rechts unterhalb der Kläranlage, 0,9 km. Entsteht auf etwa 477 m ü. NN.
- (Zufluss aus dem Rotholz), von rechts unter dem Gschwender Rappenhof auf dem Gegenhang, etwa 0,4 km. Entsteht auf über 465 m ü. NN.
- (Zufluss aus dem Frickenhofener Gemeindewald), von links am Beginn des Naturschutzgebietes „Rot- und Seebachtal“, 0,6 km.
- (Waldzufluss von nördlich des Gschwender Reißenhöfles), von rechts wenige Schritte vor dem folgenden, etwa 0,4 km.
- → (Abgang des Mühlkanals zur Gschwender Wolfsmühle), nach rechts wenige Schritte danach
- Joosenbach, von links an der Straßenbrücke über die Obere Rot, 4,2 km und 4,5 km². Entsteht bei Gschwend-Hohenohl neben der L 1080 auf etwa 510 m ü. NN.
  - Entwässert drei winzige Teiche und dann einen von 0,3 ha auf etwa 480 m ü. NN bei Unterrotenhar rechts des Laufs.
Ab diesem Zufluss heißt der Bach ohne Epitheton nur mehr Rot.
  - (Bach aus dem südlichen Reuschenwald), von rechts nördlich des Joosenhofs auf etwa 465 m ü. NN, 0,5 km.
  - Aimerbach, von links nördlich von Gschwend-Niederberg auf unter 455 m ü. NN, 1,5 km. Entsteht östlich von Frickenhofen auf etwa 508 m ü. NN.
    - Speist kurz vor der Mündung einen 0,4 ha großen Weiher
- → (Abgang eines Auengrabens), nach links kurz vor dem folgenden. Nimmt nach einer Feldwegbrücke auch einen 0,3 km langen Zulauf aus einer linken Hangmulde auf.
- ← (Rücklauf des Mühlkanals der Wolfsmühle), von rechts unterhalb der Wolfsmühle nun bereits auf Gemeindegebiet von Ruppertshofen, 0,9 km.[6]
- Schlechtbach, von rechts am Rand von Ruppertshofen-Birkenlohe, 5,3 km und 5,8 km².
  Zuflüsse im Artikel
- → (Abgang des Mühlkanals Birkenlohe), nach rechts durch Birkenlohe.
- (Rücklauf des Auengrabens), von links, etwa 0,4 km.
- Lindenbächle, von links am linken Talhangfuß neben der Haldenhausstraße, 1,5 km.
- ← (Rücklauf des Mühlkanals Birkenlohe), von rechts neben der Brücke der Talstraße K 3253, 0,2 km.
- Buckwaldbach, von rechts gegenüber dem Friedhof, 0,4 km.
- Ringelbach, von rechts auf 434 m ü. NN[7], 2,2 km. Entspringt nordöstlich von Spraitbach-Hinterlintal am Osthang auf rund 505 m ü. NN.
  - (Anderer Quellast), von rechts auf 466 m ü. NN[7] entlang dem Nordrand des Osterrains, etwa 0,3 km.
  - Röckenberggraben, von links auf 446 m ü. NN[7], etwa 0,5 km. Entsteht am Ostende des Röckenbergs auf etwa 475 m ü. NN noch im Wald.
- (Zufluss), von rechts gleich danach längs des Geroldsbühl-Nordrandes, 1,2 km. Entsteht östlich des Eigenhofs von Spraitbach auf etwa 495 m ü. NN.
- Heiligenbruckbach, von rechts auf 432,9 m ü. NN[2], 1,7 km. Entsteht nordöstlich von Spraitbach-Vorderlintal im westlichen Talwaldgewann Steingerain fast auf der Hangschulter auf etwa 530 m ü. NN.
  - (Zulauf vom Talhang), von rechts auf etwa 460 m ü. NN, etwa 0,3 km. Entsteht nahe der Nordostspitze der Flurbucht östlich von Vorderlintal auf etwa 530 m ü. NN.
  - (Klingenzufluss), von rechts auf 446,5 m ü. NN, etwa 0,3 km. Entsteht auf etwas unter 500 m ü. NN.
  - (Zufluss), von rechts aus der Spraitbach-Heiligenbrucker Rodungsinsel wenig vor dem Waldaustritt, etwa 0,5 km. Entspringt am Südwestrand der Flur um den Hof und speist bei ihm einen 0,1 ha großen Teich.
- → (Abgang des Mühlkanals zur Mühle von Hönig), nach rechts.
- Sumpfbach, von rechts in den Mühlkanal, etwa 1,5 km. Entsteht auf etwas unter 480 m ü. NN im Hangwald Lippenzellen.
- ← (Rücklauf des Mühlkanals zur Mühle von Hönig), von rechts nahe Ruppertshofen-Hönig, 0,6 km.
- Hirlenbach, vielleicht auch Hirenbach[8], von rechts kurz vor dem Folgenden, 2,2 km. Entsteht etwas östlich-unterhalb der Spraitbacher Langäckerstraße auf wenig über 520 m ü. NN und speist am Unterlauf vier Teiche von zusammen 2,6 ha.
- Auerbach, von links südlich von Hönig auf 429 m ü. NN[2], 4,1 km und 8,3 km². Entsteht aus zwei Quellen bei einer außerörtlichen, zu Eschach gehörenden Häusergruppe an der K 3328 westlich von Seifertshofen auf etwa 520 m ü. NN.
  - Erlenbach, von rechts unter den Sturzwiesen im Waldschluchtgewann Auerbach auf etwa 473 m ü. NN, 0,623 km. Entsteht am Nordrand des Waldgewanns Erlenmahd auf etwa 513 m ü. NN
  - Schottenbach, von rechts gegenüber dem Burgwald auf etwa 450 m ü. NN, 1,336 km. Entsteht etwa 0,8 km südlich der Ortsmitte von Mittelbronn unter den Hutwiesen auf etwa 490 m ü. NN.
    - (Hangzufluss), von links wenige Schritte vor der Mündung, 0,461 km. Entsteht dicht an der Südspitze einer südlichen Flurbucht auf dem Mündungssporn des Schottenbachs gegen den Auerbach auf etwa 510 m ü. NN.

  - Hasenwaldbach, von rechts auf etwa 445 m ü. NN, 0,38 km. Entsteht etwa 0,6 km östlich des Höllhofs auf etwa 454 m ü. NN.
  - Brühlbach, von rechts vor Hönig in der schon offenen Talflur auf 435,4 m ü. NN[9], 1,923 km. Entsteht am Rande von Steinenbach auf etwa 513 m ü. NN.
    - Tonolzbronner Bach, von rechts auf etwa 469,6 m ü. NN, 0,525 km. Entsteht in Tonolzbronn auf etwa 502 m ü. NN.
    - Gehauwaldbach, von rechts auf etwa 448 m ü. NN, 0,411 km. Entsteht an der Hangkante der Buchäcker auf etwa 495 m ü. NN.
    - Bodenwaldbach, von links auf etwa 438 m ü. NN, 0,509 km. Entsteht an der Hangkante des Bodenfeldes auf etwa 495 m ü. NN.

  - Erlenhaubach, von links an der Höniger Auerbachbrücke auf etwa 430 m ü. NN, 0,645 km. Entsteht im Erlengehau auf etwa 495 m ü. NN.
- →← (Abgang und Rücklauf des Mühlkanals der Ulrichsmühle), nach und von links bei Ruppertshofen-Bittelhof, 0,3 km.
- Sägersbach, von rechts vor der Gemeindegrenze zu Spraitbach und dessen Wohnplatz Schilpenbühl auf etwa 428 m ü. NN, 1,3 km. Entsteht westlich über dem Boschenhof an der Weberhalde auf etwa 510 m ü. NN.
  - Durchfließt einen 0,4 ha großen Teich auf etwa 430 m ü. NN.
- Haldenbach, von links gegenüber von Wohnplatz Schilpenbühl auf etwa 427 m ü. NN, 0,7 km. Entsteht westlich der Dorfmitte von Ruppertshofen in seiner dort beginnenden Klinge auf etwa 490 m ü. NN.
- Burggraben, von rechts aus Richtung des Spraitbacher Hofes Mooswiese auf etwa 424 m ü. NN, 0,806 km. Entsteht auf etwa 495 m ü. NN.
- →← (Mühlkanal der Ruppertshofener Ölmühle), nach und vor rechts, 0,33 km.
- Biegebach, von rechts vor einer weitausholenden Mäanderschlinge auf etwa 422 m ü. NN, 0,494 km. Entsteht wenig unter der oberen Hangkante östlich von Tanau auf etwa 487 m ü. NN.
- (Bach aus der Hohlklinge), von links kurz vor dem nächsten auf wenig unter 420 m ü. NN, 1,7 km. Entsteht am Westrand von Tierhaupten auf etwas über 470 m ü. NN.
- Klingenbach, von rechts vor dem Einlauf in den Rehnenmühlsee auf unter 420 m ü. NN, 1,5 km. Entsteht am Südostrand von Tanau auf etwa 497 m ü. NN.
- Speist den Rehnenmühlsee (Hochwasserrückhaltebecken Rehnenmühle) mit einem Stauziel (!) von 427,3 m ü. NN, 5,1 ha.
- Tierhauptenbach, von links etwas unter 420 m ü. NN, 0,6 km. Entsteht am Ortsrand von Täferrot-Tierhaupten zum Talhang auf etwa 480 m ü. NN.
- Einige tote oder noch verbundene Altarme, darunter drei größere Wasserflächen gleich zu Anfang, liegen danach links des von nun an mäandrierenden Laufs, zusammen etwa 0,3 ha Fläche sowie etliche Hangquellengerinne von höchstens 0,4 km Länge laufen zu, die auf höchstens 460 m ü. NN entspringen.
- Krubbach, von links auf rund 405 m ü. NN, 0,6 km. Entsteht am oberen Steigenbeginn der Straße von Tierhaupten nach Täferrot (K 3328) auf etwa 470 m ü. NN.

Mündung der Rot von links und zuletzt Westen auf 401 m ü. NN etwas leinabwärts von Täferrot in die Lein.